# Kronprinz Wilhelm

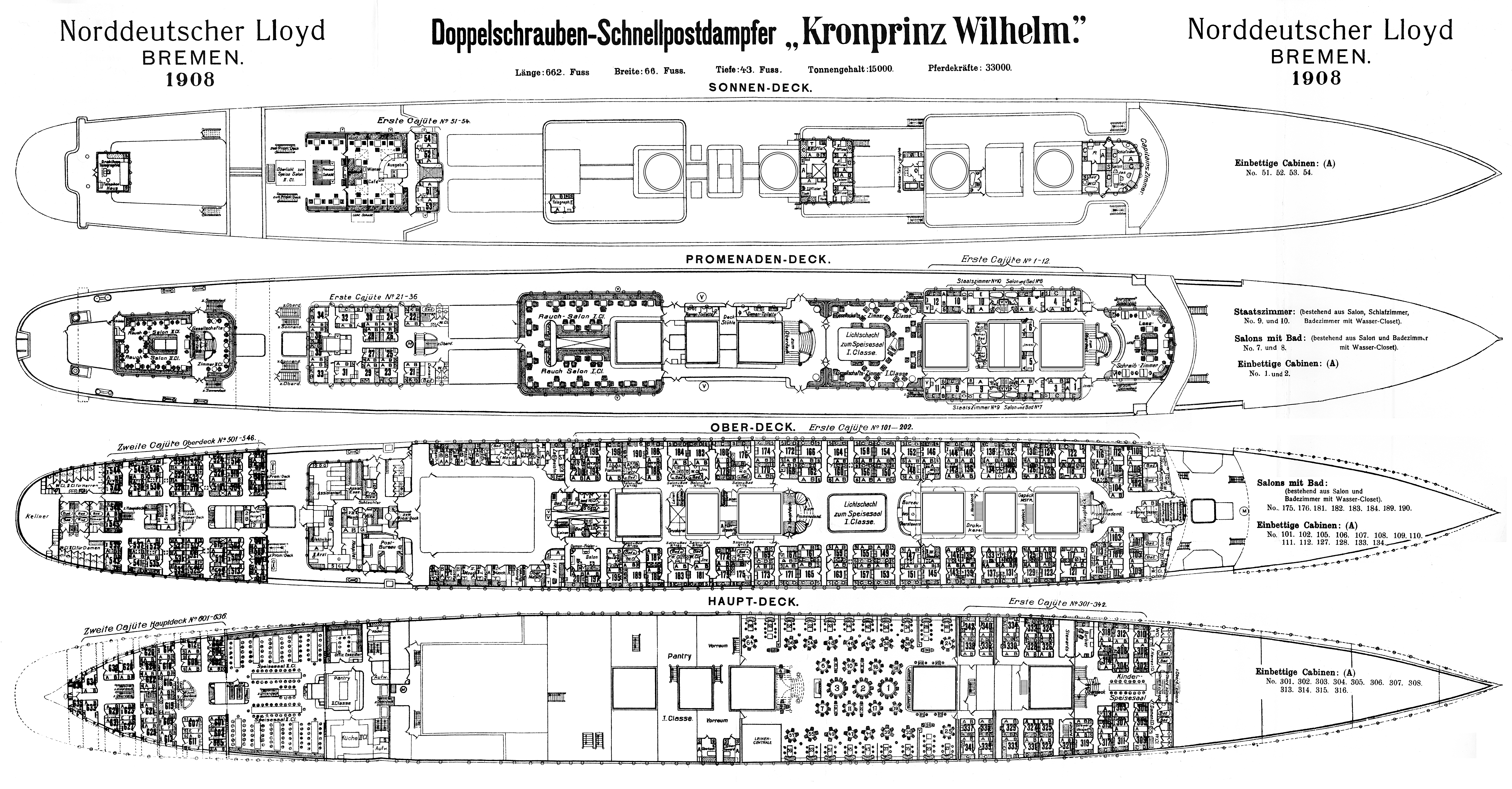
Piano per i passeggeri di 1ª e di 2ª classe nel 1908

La Kronprinz Wilhelm fu una nave passeggeri tedesca costruita per la Norddeutscher Lloyd (oggi Hapag-Lloyd) dai cantieri navali A. G. Vulcan di Stettino, nel 1901; prendeva il nome dal Kronprinz Guglielmo di Prussia, figlio dell'Imperatore tedesco Guglielmo II. Fu la nave gemella del Kaiser Wilhelm der Große, del Kaiser Wilhelm II e del Kronprinzessin Cecilie.
La nave ebbe una carriera varia: passata da nave passeggeri ad incrociatore ausiliario tra il 1914 e il 1915 per la Kaiserliche Marine, compì incursioni nell'Oceano Atlantico contro il traffico navale nemico, fino a ritrovarsi bloccata negli Stati Uniti a corto di carburante.
Quando gli Stati Uniti entrano in guerra nel 1917, fu catturata e trasformata in trasporto truppe per la United States Navy con il nome di USS Von Steuben; al termine del conflitto fu ritirata dal servizio militare e trasferita alla United States Shipping Board, dove rimase in servizio fino alla sua demolizione nel 1923.